# Zvěstonín
Zvěstonín (německy Swiestonin) je malá vesnice, část města Jistebnice v okrese Tábor v Jihočeském kraji. Nachází se asi 2,5 kilometru západně od Jistebnice. Prochází zde silnice II/123. Zvěstonín je také název katastrálního území o rozloze 3,05 km². V katastrálním území Zvěstonín leží i Hodkov a Zbelítov.

## Historie
První písemná zmínka o vesnici pochází z roku 1390.

## Obyvatelstvo
| Rok            | 1869 | 1880 | 1890 | 1900 | 1910 | 1921 | 1930 | 1950 | 1961 | 1970 | 1980 | 1991 | 2001 | 2011 | 2021 |
| -------------- | ---- | ---- | ---- | ---- | ---- | ---- | ---- | ---- | ---- | ---- | ---- | ---- | ---- | ---- | ---- |
| Počet obyvatel | 60   | 68   | 69   | 62   | 61   | 69   | 56   | 40   | 24   | 19   | 15   | 11   | 7    | 13   | 25   |
| Počet domů     | 8    | 9    | 9    | 9    | 9    | 9    | 9    | 9    | 6    | 7    | 6    | 10   | 9    | 10   | 10   |

## Obecní správa
Při sčítání lidu v letech 1850–1879 Zvěstonín byl osadou obce Drahnětice v okrese Sedlčany. V letech 1880–1963 byl osadou obce Svoříž, se kterým patřil nejprve do okresu Sedlčany, ale od roku 1950 v okrese Tábor. Od roku 1964 je částí města Jistebnice v okrese Tábor.

## Pamětihodnosti
- Přímo ve vesnici se nachází kamenná zvonice. Nad prosklenou nikou s obrázkem Panny Marie je nápis: POCHVÁLEN BUĎ JEŽÍŠ KRISTUS a datace 1907.
- U příjezdové komunikace do vesnice se nalézá drobný zdobný kříž. Na kamenném podstavci je prostor pro umístění podobenky. Na hranatém štítku je tento nápis: POCHVÁLEN BUĎ PÁN JEŽÍŠ KRISTUS
- Ve vsi poblíž zvonice se nachází další kříž na vysokém kamenném dříku. Na jeho kulatém štítku je tento stejný nápis: POCHVÁLEN BUĎ PÁN JEŽÍŠ KRISTUS
- U příjezdové komunikace k vesnici je další kříž na kamenném podstavci. Na hranatém štítku je nápis: CHVÁLA KRISTU

## Galerie

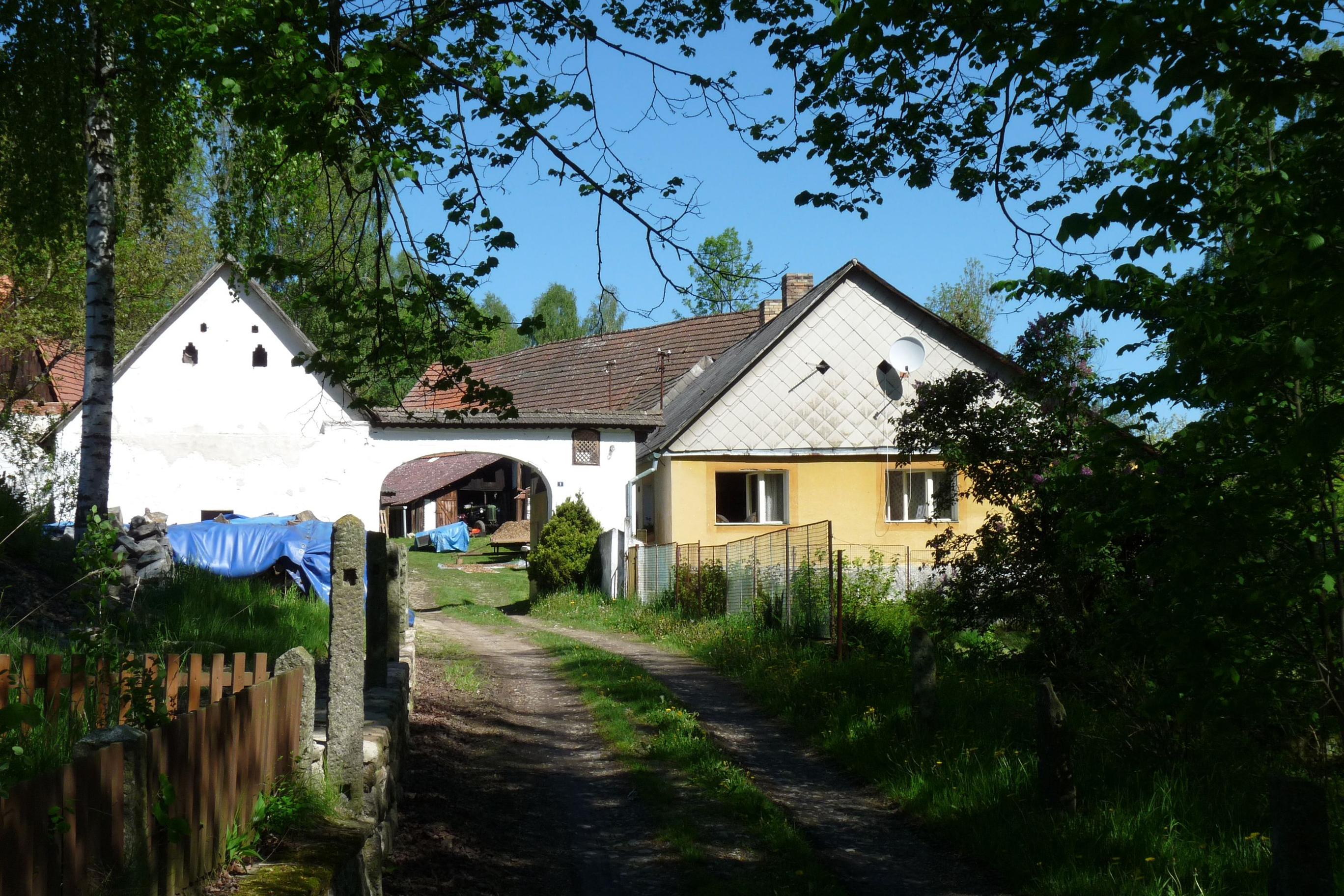
Jeden ze statků
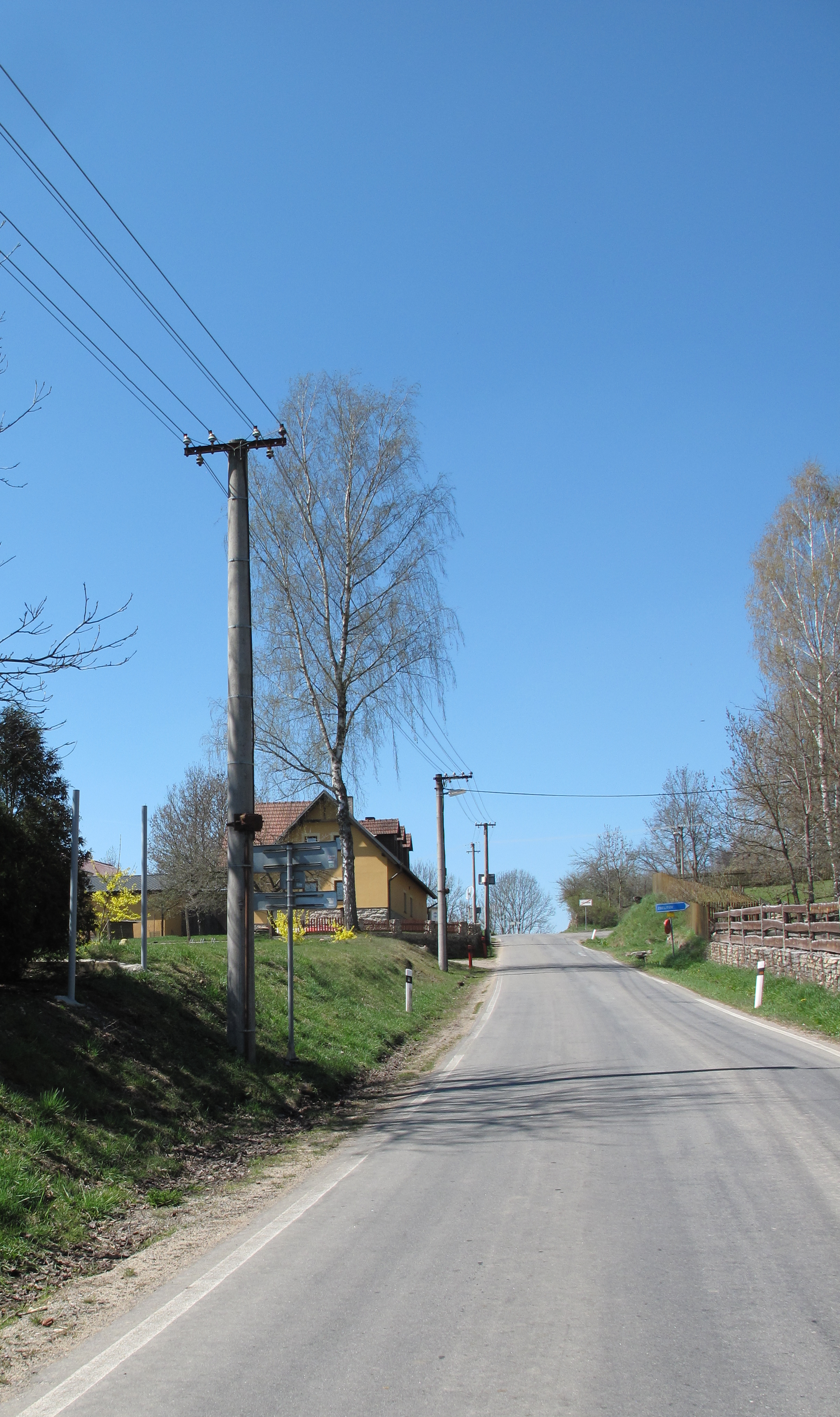
Hlavní silnice
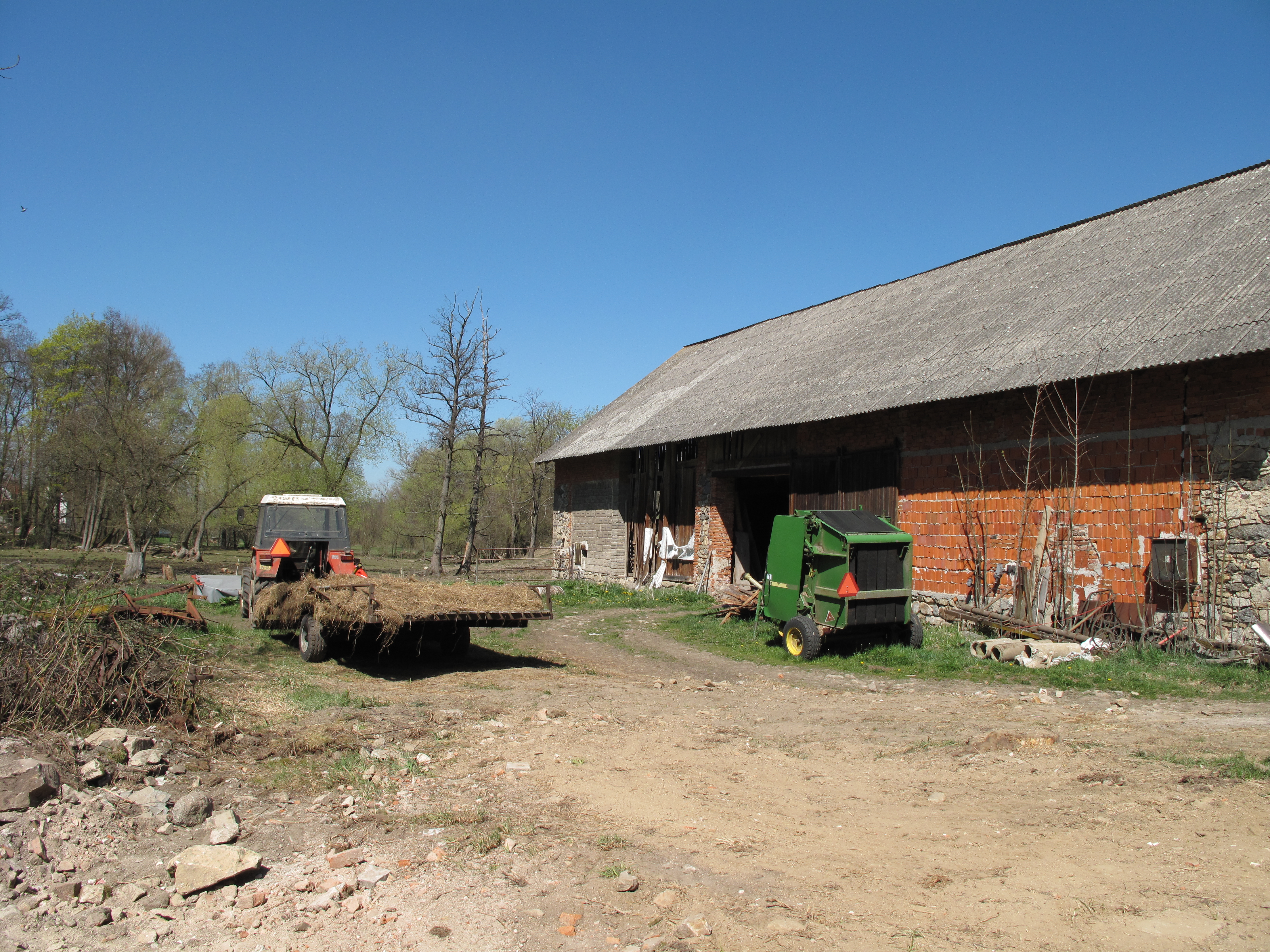
Hospodářství
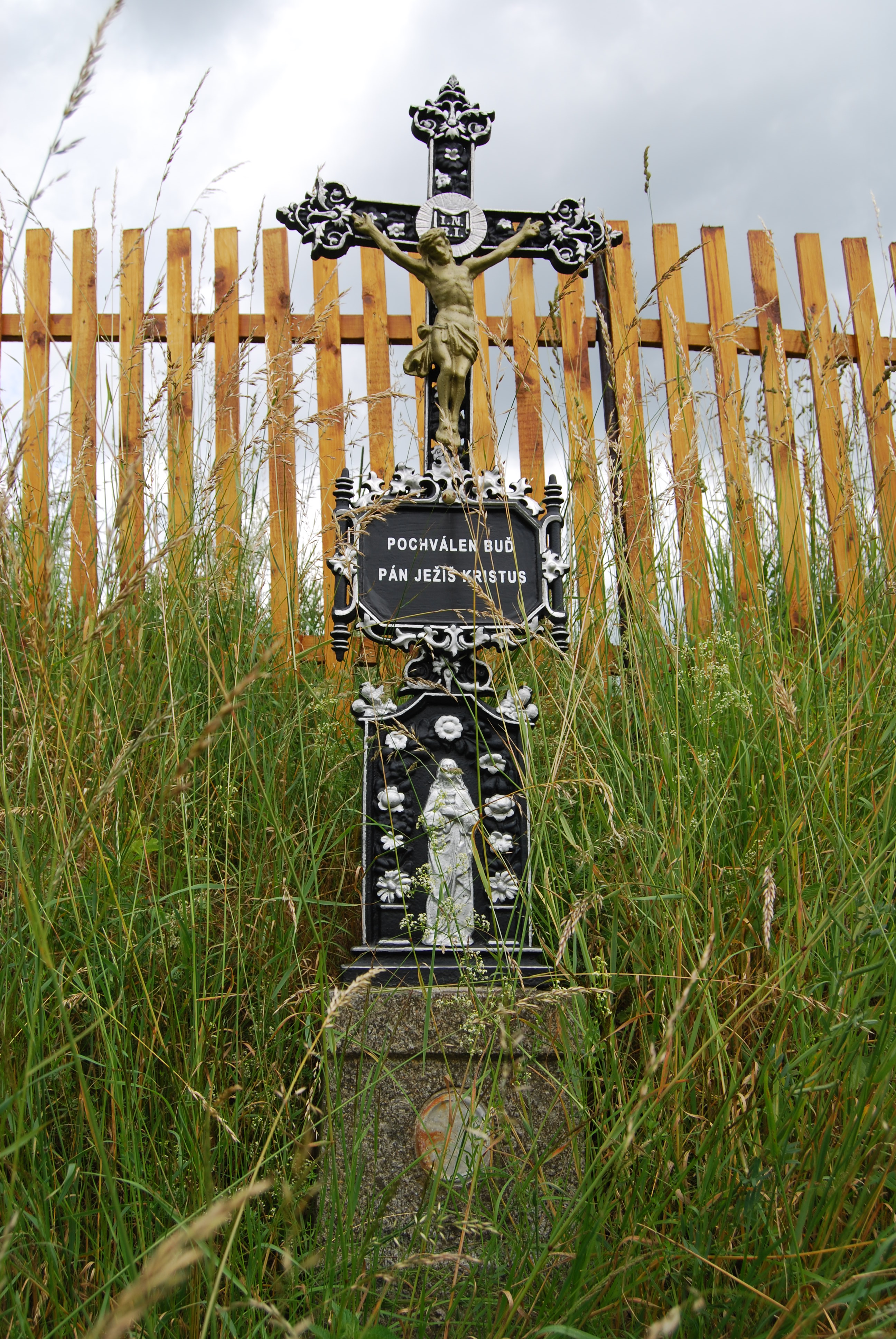
Kříž